# Passeiertal

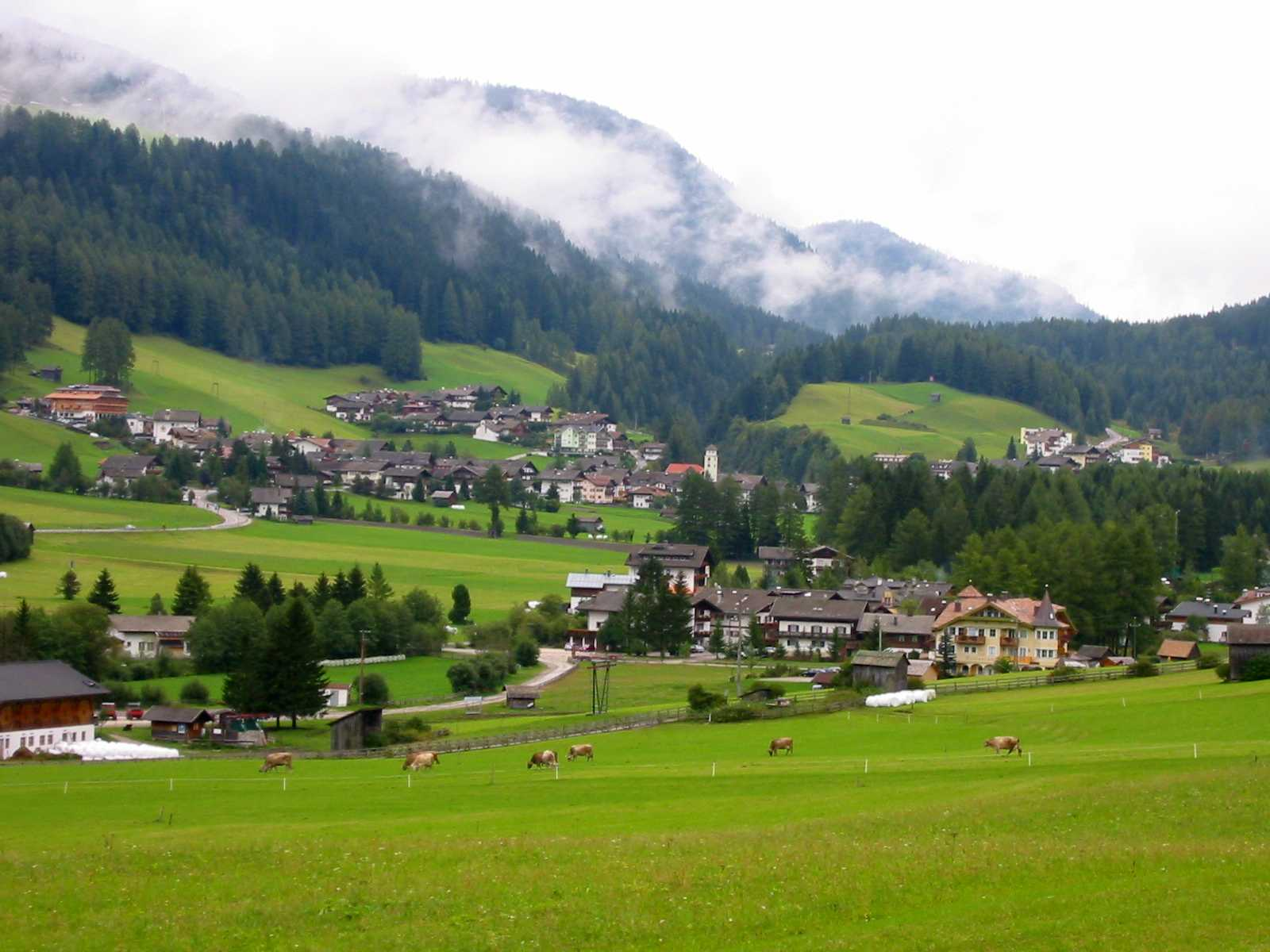
Moos in Passeier

Passeiertal (italià Val Passiria) és una vall del Tirol del Sud que es troba al nord de Meran, després dels Alps d'Ötzal i els Alps de Stubai. Comprèn els municipis de Kuens, Moos in Passeier, Riffian, St. Leonhard in Passeier, i St. Martin in Passeier. Ha estat centre del moviment nacionalista del Tirol i de Tirol del Sud, ja que fou terra de naixement d'Andreas Hofer i de Georg Klotz. Actualment es troba dins el dictricte de Burggrafenamt